# Tom Gores
Tom Gores (nacido Tewfiq Georgious, Nazaret, 31 de julio de 1964) es un empresario e inversor estadounidense de origen israelí. Es el fundador de Platinum Equity, una empresa de capital inversión con sede en Beverly Hills, California. El 1 de junio de 2011, Gores y Platinum Equity se convirtieron en los propietarios de los Detroit Pistons de la NBA. En 2015 se convertiría en el único propietario del equipo. Gores también es un multimillonario con un patrimonio neto estimado de 4100 millones de dólares según la lista Forbes 400 de 2019.

## Biografía
Gores nació en Nazaret, Israel, el 31 de julio de 1964. Fue el quinto de seis hijos en una familia católica practicante con un padre de ascendencia griega y una madre de ascendencia libanesa. Cuando tenía alrededor de cinco años, él y su familia abandonaron Nazaret y se establecieron en Genesee, Míchigan. Durante su estancia en la Genesee High School, Gores practicó fútbol, béisbol y baloncesto.
Después de la secundaria, asistió a la Universidad Estatal de Míchigan, donde trabajó como conserje y teleoperador para pagarse los estudios. Se graduó en 1986 con una licenciatura en administración de la construcción.
Después de la universidad, Gores se empleó un breve período en Continental Telephone antes de ayudar a fundar una empresa de software de logística para compañías madereras. En 1989, Tom y su esposa se trasladaron de Míchigan a Los Ángeles. Allí fundó en 1995 Platinum Equity en su casa de Sherman Oaks. Al principio, Gores se ponía en contacto con empresas para ver si tenían alguna división de la que quisieran deshacerse. Encontró su primer proyecto con Litigation Services, Inc. (LSI), una empresa entonces deficitaria que creaba recreaciones de accidentes generadas por computadora para pruebas y testimonios en los tribunales. Lo adquirió por 200 000 $, reorganizó parte de la estructura corporativa y lo devolvió a la rentabilidad en seis meses. Entre 1996 y 2001, Gores dirigió 32 adquisiciones, incluidas las de Pilot Software, Racal y Williams Communications. Al año siguiente, la cartera de Platinum Equity incluía unidades de Motorola, Fujitsu y Alcatel.
Gores fue incluido por primera vez en la lista Forbes 400 de los estadounidenses más ricos en 2002. En 2006, lideró un acuerdo para adquirir PNA Steel, y finalmente lo vendió a Reliance Steel & Aluminium Co. en 2008 con un beneficio neto de 512 millones de dólares. En mayo de 2009, Gores compró The San Diego Union-Tribune por aproximadamente 30 millones y lo vendió en 2011 por 110 millones. En 2009, Gores había facilitado más de 100 acuerdos a través de Platinum Equity.
Gores había mostrado interés en la compra y se perfiló como uno de los favoritos para convertirse en el propietario de los Detroit Pistons de la NBA después de la muerte del propietario, Bill Davidson, en 2009. El 1 de junio de 2011, Gores y Platinum Equity compraron Palace Sports and Entertainment (PS&E) (la empresa matriz de los Pistons y su antiguo estadio, The Palace of Auburn Hills) convirtiéndose en el tercer propietario en los 70 años de historia de la franquicia. En septiembre de 2015 Gores, que poseía un 51% de las participaciones, compró a Platinum Equity el 49% restante, para convertirse en el único propietario de los Pistons.